# Lluís Esteva i Cruañas
Lluís Esteva i Cruañas (Sant Feliu de Guíxols, Baix Empordà 1906 - 1994) fou un mestre i historiador català, especialitzat en prehistòria de Catalunya. Es donà a conèixer amb els seus estudis de prehistòria del Baix Empordà i el litoral de la Selva, amb una especial dedicació als monuments megalítics, que va estudiar amb el guiatge de Lluís Pericot i Garcia. El 1953 es va adherir a la Conferència Nacional Catalana de Mèxic.

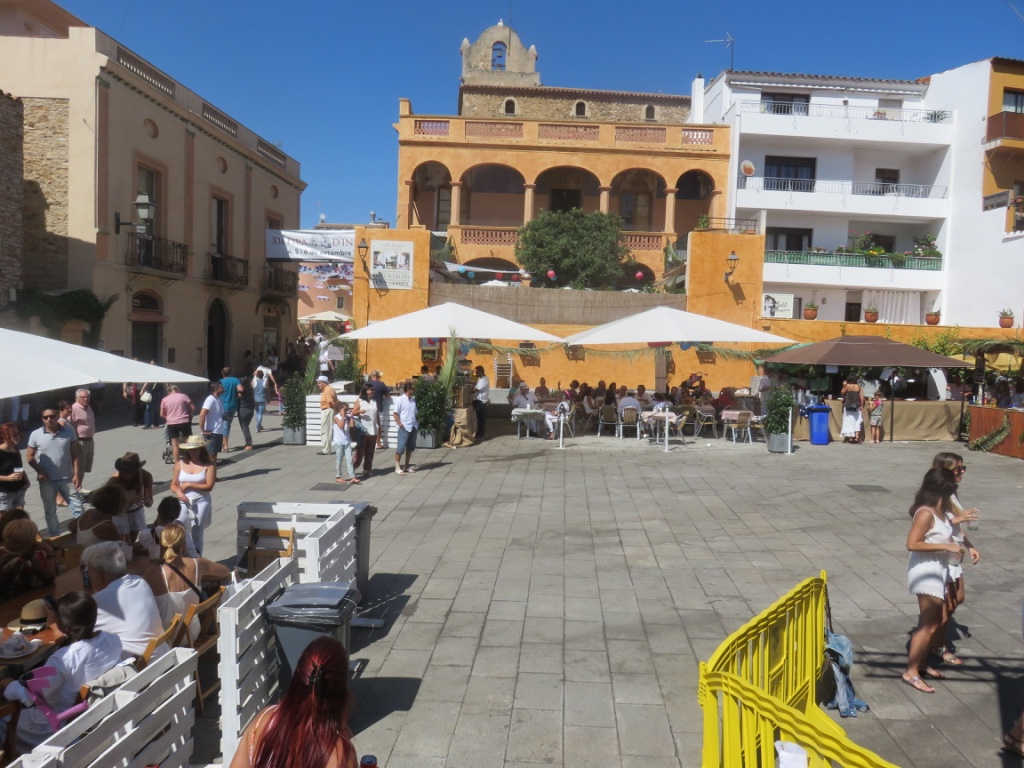
Plaça Lluís Esteva a Begur

Del 1955 al 1966 fou conservador, i del 1974 al 1988 director, del Museu Municipal de Sant Feliu de Guíxols. Entre 1974 i 1985, encarregat de l'arxiu municipal. El 1981 fou cofundador i primer president de l'Institut d'Estudis del Baix Empordà, funció que va omplir fins a pocs mesos abans de la seva mort el 1994.
El 1995, l'ajuntament de Begur, on va ser mestre als anys 1930-40 li va atorgar el títol honorífic de fill adoptiu.
Obres destacades
Per una bibliografia completa vegeu: «Bibliografia cronològica de Lluís Esteva i Cruañas»
- Prehistoria de la comarca guixolense (1957-58)[6]
- Sepulcros megalíticos de las Gabarras (1964-70), 3 volums.[7]